# Salobreña
Salobreña là một đô thị trong tỉnh Granada, Tây Ban Nha.
- English News Magazine for the Region

36°44′B 3°35′T / 36,733°B 3,583°T